# 京都市立美術工芸高等学校
京都市立美術工芸高等学校（きょうとしりつびじゅつこうげいこうとうがっこう、英語: Kyoto City Senior High School of Art）は、京都府京都市下京区川端町15番地にある公立芸術高等学校。学校の略称は美工。
2023年3月までは「京都市立銅駝美術工芸高等学校」の校名で、京都市中京区土手町通竹屋町下る鉾田町542番地に所在した。
かねてから制服は導入されておらず、私服登校となっている。

## 設置学科
- 美術工芸科（美術に関する学科）
- 2年次からは日本画、洋画、彫刻、漆芸、陶芸、染織、デザイン、ファッションアートの8つから専攻を選べる。

## 沿革
主な出典：
- 1880年 - 京都府画学校開校。日本では最初に設立された画学校である。所在地は京都御苑内の旧准后里御殿仮校舎（のちに仮校舎破損し、河原町二条の織殿に移転）。
- 1889年 - 京都府から京都市に移管、京都市画学校となる。所在地を河原町織殿から京都御苑内博覧会東館に移転。
- 1890年 - 知恩院内通照院へ移転。
- 1891年 - 京都市美術学校に改称。絵画科、工芸図案科の2科を設置。
- 1893年 - 京都御苑内の東南隅校舎へ移転。
- 1894年 - 京都市美術工芸学校に改称。
- 1901年 - 京都市立美術工芸学校に改称。絵画、図案、彫刻、描金の4科となる。
- 1907年 - 上京区吉田町の新築校舎に移転。
- 1909年 - 京都市立絵画専門学校（現在の京都市立芸術大学）を併設（校長兼任）。
- 1926年 - 東山区今熊野日吉町の新築校舎に移転。絵画、図案、彫刻、漆工の4科となる。
- 1944年 - 京都市立絵画専門学校が京都市立美術専門学校に改組。
- 1948年 - 京都市立美術高等学校となる。絵画、図案、彫刻、漆工、建築の5科を設置（絵画科の中に西洋画科を置く）。
- 1949年 - 建築科を京都市立伏見高等学校（現：京都市立伏見工業高等学校）に移管し、他の学科は京都市立日吉ヶ丘高等学校の普通科と併設の美術課程となる。日本画、西洋画、図案、彫刻、漆工の5科を設置。
- 1951年 - 陶芸科新設認可され、6科となる。
- 1952年 - 漆工科を漆芸科と改称、服飾科新設認可され、7科となる。
- 1953年 - 美術課程を美術工芸課程と改称。
- 1980年 - 京都市立日吉ヶ丘高校から独立して京都市立銅駝美術工芸高等学校が設置される。京都市立銅駝中学校跡地（中京区土手町通竹屋町下る鉾田町542番地）に移転する[注釈 2]とともに、校名に地元の強い要望により「銅駝」の名を付す。染織科を新設し8科となる。
- 2000年 - 4科で科名変吏、西洋画科を洋画科、図案科をデザイン科、服飾科をファッションアート科、染織科をテキスタイルアート科とする。
- 2004年 - 学科改編により8科を「美術工芸科」1科に統合（従来の科は2年次より選択する8専攻となる）。
- 2017年 - 京都市から発表された「京都市立芸術大学移転整備基本計画」により、2023年度から下京区の京都駅東部地区への移転が決定[12]。新校地は京都市立芸術大学新キャンパスA地区の北側部分（旧・京都市立崇仁小学校跡地[13]）となる[14]。
- 2020年10月[注釈 3] - 移転後の校名が「京都市立美術工芸高等学校」に改称されることが決まる[16]。
- 2021年11月 - 移転先の所在地及び変更後の校名について、京都市会9月定例会の議決[注釈 4]により確定する[18]。
- 2023年
  - 4月 - 新校地（下京区川端町15番地）に移転する[注釈 5]とともに、校名を京都市立美術工芸高等学校に改称[20][21][22]。4月10日に京都市立美術工芸高等学校としての開校式を実施[23][13]。
  - 10月 - 京都市立芸術大学が沓掛キャンパスから崇仁キャンパスへ移転[24]。

## 旧校名「銅駝」の由来
中京区当時の校地は、1869年（明治2年）9月に開校した上京第三十一番組小学校（1875年〈明治8年〉に銅駝校と改称）があった所であり、後継の銅駝尋常小学校は、銅駝国民学校を経て戦後、学制改革により京都市立銅駝中学校へと移行した。その後、1980年（昭和55年）からは京都市立銅駝美術工芸高等学校の所在地となった。
「銅駝」は平安京の左京二条（大宮大路より東、中御門大路より南、二条大路より北、東京極大路より西）および右京二条（西大宮大路より西、中御門大路より南、二条大路より北、西京極大路より東）の坊名である「銅駝坊」に由来する。平安京に17ある坊名のうち8つは洛陽からとられており、銅駝坊はそのひとつである。洛陽の銅駝坊はシルクロードへの起点にあたる所に銅製の駱駝像が置かれていたことに由来する。1875年（明治8年）に、第2代京都府知事の槇村正直が銅駝坊にちなんで「銅駝校」と命名したと伝えられている。
なお、新校地の「崇仁」も平安京の左京八条（朱雀大路より東、七条大路より南、八条大路より北、東京極大路より西）の坊名である「崇仁坊」に由来する。平安京に17ある坊名のうち5つは長安からとられており、崇仁坊はそのひとつである。

## 著名な出身者
※旧日吉ヶ丘高校及び美術工芸学校の出身者を含む。
- 小山宙哉 - 漫画家
- 三代目魚武濱田成夫 - 詩人、ミュージシャン
- ずま - シンガーソングライター、虹色侍メンバー
- つじあやの - シンガーソングライター
- みなもと太郎 - 漫画家

### 旧美術工芸学校卒業者
- 上村松篁 - 日本画家
- 甲斐庄楠音 - 日本画家
- 加山又造 - 日本画家
- 木村光久 - 漫画家
- 草間彌生 - 彫刻家・画家・小説家
- 杉山信三 - 歴史学者
- 堂本印象 - 日本画家
- 西山翠嶂 - 日本画家

## 教職員経験者
※旧日吉ヶ丘高校及び美術工芸学校の教員を含む。
- 竹内栖鳳 - 日本画家
- 富岡鉄斎 - 文人画家・儒学者